# (697) Galilea
(697) Galilea es un asteroide perteneciente al cinturón de asteroides descubierto el 14 de febrero de 1910 por Joseph Helffrich desde el observatorio de Heidelberg-Königstuhl, Alemania.
Está nombrado en honor de Galileo Galilei, astrónomo y físico italiano.